# Дубки (Крым)
Дубки́ (до 1948 года Но́вое Будке́; укр. Дубки, крымскотат. Bötke, Ботке) — село в Симферопольском районе Республики Крым, входит в состав Перовского сельского поселения (согласно административно-территориальному делению Украины — Перовского сельского совета Автономной Республики Крым).

## Население
| 2001 | 2014  |
| ---- | ----- |
| 1799 | ↗2256 |

Всеукраинская перепись 2001 года показала следующее распределение по носителям языка
| Язык             | Процент |
| ---------------- | ------- |
| русский          | 57,59   |
| крымскотатарский | 37,3    |
| украинский       | 3,78    |
| другие           | 0,28    |

### Динамика численности
| - 1805 год — 110 чел. - 1864 год — 79 чел. - 1902 год — 17 чел. - 1915 год — —/36 чел. - 1926 год — 111 чел. | - 1989 год — 973 чел. - 2001 год — 1799 чел. - 2009 год — 1935 чел. - 2014 год — 2256 чел. |

## Современное состояние
В Дубках 21 улица и 3 переулка, площадь, занимаемая селом, 103,1 гектара, на которой, в 582 дворах, по данным сельсовета на 2009 год, числилось 1935 жителей. В селе действуют церковь святой блаженной Ксении Петербургской и мечеть «Ботке джамиси». Село связано автобусным сообщением с Симферополем.

## География
Село Дубки расположено в центре района, в предгорной зоне Крыма, у вершины куэсты Внешней гряды Крымских гор, менее чем в полукилометре к западу от окраины Симферополя (примерно в 9 км от центра), у автодороги 35-К-011 Симферополь — Николаевка (по украинской классификации Т-01-06)), высота центра села над уровнем моря 269 м. Ближайшая железнодорожная станция Симферополь — примерно в 5 км.

## История
Первое документальное упоминание села встречается в Камеральном Описании Крыма… 1784 года, судя по которому, в последний период Крымского ханства Бутке (записано как Ботке) входило в Акмечетский кадылык Акмечетского каймаканства. После присоединения Крыма к России (8) 19 апреля 1783 года, (8) 19 февраля 1784 года, именным указом Екатерины II сенату, на территории бывшего Крымского Ханства была образована Таврическая область и деревня была приписана к Симферопольскому уезду. После Павловских реформ, с 1796 по 1802 год, входила в Акмечетский уезд Новороссийской губернии. По новому административному делению, после создания 8 (20) октября 1802 года Таврической губернии, Бутке был включён в состав Эскиординскои волости Симферопольского уезда.
По Ведомости о всех селениях в Симферопольском уезде состоящих с показанием в которой волости сколько числом дворов и душ… от 9 октября 1805 года, в Бутке числилось 27 дворов, 106 жителей крымских татар и 4 крымских цыган. На военно-топографической карте генерал-майора Мухина 1817 года Бутке обозначен с 36 дворами. После реформы волостного деления 1829 года Бутке, согласно «Ведомости о казённых волостях Таврической губернии 1829 года», передали из Эскиординской волости в состав Сарабузской. На карте 1836 года в деревне Будке 30 дворов, как и на карте 1842 года.

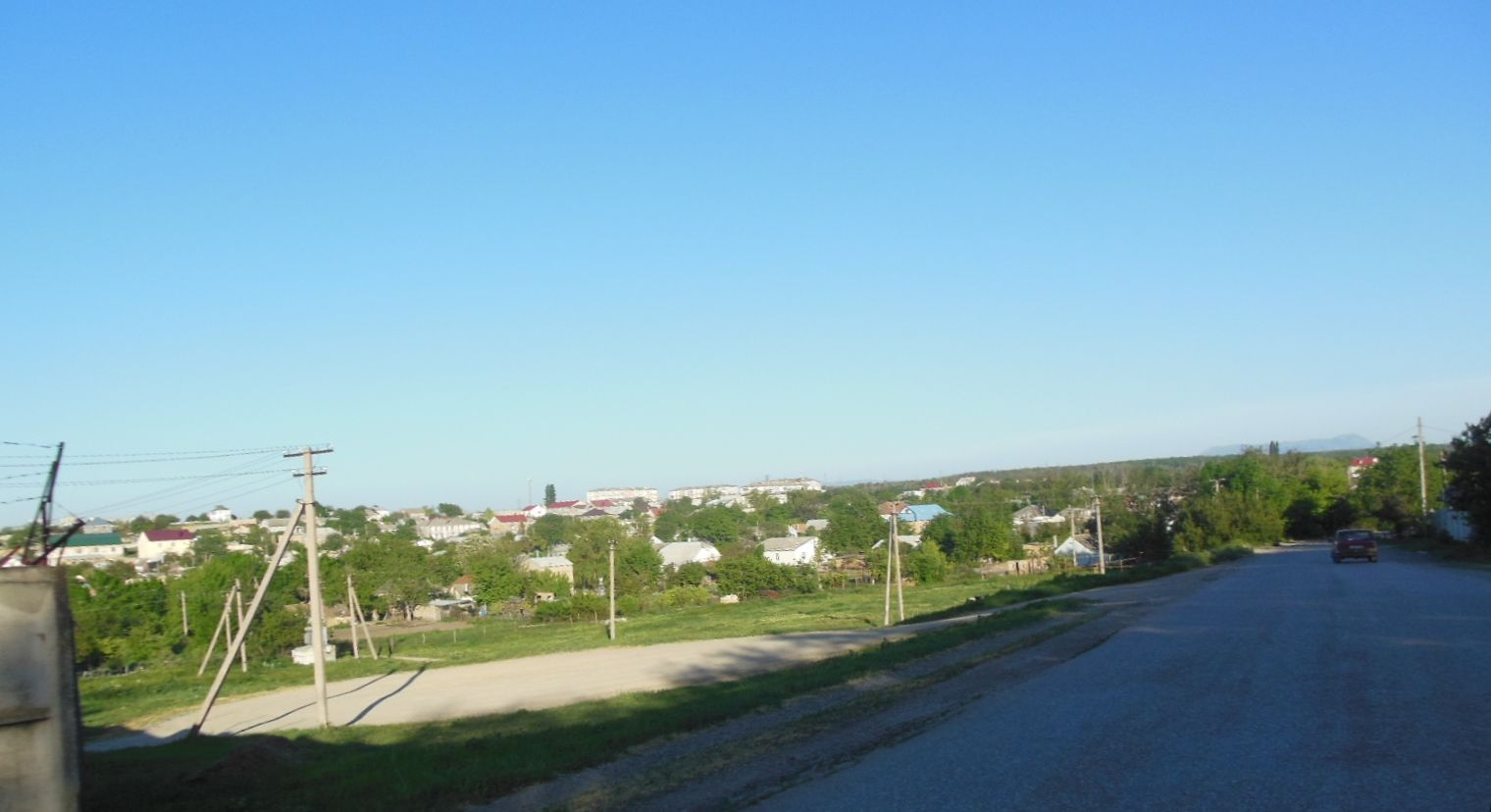

В 1860-х годах, после земской реформы Александра II, деревня осталась в составе преобразованной Сарабузской волости. Согласно «Памятной книжке Таврической губернии за 1867 год», деревня Бутке была покинута жителями в 1860—1864 годах, в результате эмиграции крымских татар, особенно массовой после Крымской войны 1853—1856 годов, в Турцию и оставалась в развалинах.
В «Списке населённых мест Таврической губернии по сведениям 1864 года», составленном по результатам VIII ревизии 1864 года, Ботке — уже владельческая русская деревня с 11 дворами и 79 жителями при колодцах (на трёхверстовой карте 1865—1876 года в деревне Будке 20 дворов). В «Памятной книге Таврической губернии 1889 года» деревня не записана.
После земской реформы 1890-х годов деревню передали в состав новой Подгородне-Петровской волости.
На подробной карте 1892 года появляется название деревни Новое Будке с 8 дворами, заселёнными немецкими колонистами (на месте современного северного анклава села, хотя в списках немецих поселений не числится) и усадьба Будке. По «…Памятной книжке Таврической губернии на 1902 год» в деревне Бутки, входившей в Сарабузское сельское общество, числилось 17 жителей в 7 домохозяйствах. На 1914 год в селении действовала земская школа. По Статистическому справочнику Таврической губернии. Ч.II-я. Статистический очерк, выпуск шестой Симферопольский уезд, 1915 год, в Подгородне-Петровской волости Симферопольского уезда числились 2 хутора Бутки: Попова Ю. В. — 8 дворов с русским населением без приписных жителей, но с 34 — «посторонними» и хутор «в общественном владении» — 1 двор, 2 «посторонних» русских. Также одноимённая немецкая экономия Лютца в 1 двор без жителей. А согласно списку 1915 года «…русских подданных из австрийских, венгерских или германских выходцев» землевладельцев, опубликованном в газете «Таврические губернские ведомости» в апреле 1915 года, при деревне Будке значатся Вильмс Петр Мартынович, владевший 376 десятинамипахотной и 4 десятинами усадебной земли и Люц Эйгель Готфридович — 446 десятинами пахотной и 1800 квадратными саженями усадебной земли.
После установления в Крыму Советской власти, по постановлению Крымревкома от 8 января 1921 года была упразднена волостная система и село включили в состав вновь созданного Подгородне-Петровского района Симферопольского уезда, а в 1922 году уезды получили название округов. 11 октября 1923 года, согласно постановлению ВЦИК, в административное деление Крымской АССР были внесены изменения, в результате которых был ликвидирован Подгородне-Петровский район и образован Симферопольский и село включили в его состав. Согласно Списку населённых пунктов Крымской АССР по Всесоюзной переписи 17 декабря 1926 года, в сёлах Будки Верхние и Нижние, в составе упразднённого к 1940 году Бахчи-Элинского сельсовета Симферопольского района, вместе числилось 25 дворов, все крестьянские, население составляло 111 человек, из них 79 украинцев, 26 русских, 2 грека, 3 армян, 1 записан в графе «прочие».
В 1944 году, после освобождения Крыма от фашистов, 12 августа 1944 года было принято постановление № ГОКО-6372с «О переселении колхозников в районы Крыма», по которому в сентябре 1944 года в район из Винницкой области переселялись семьи колхозников. С 25 июня 1946 года Новое Будке в составе Крымской области РСФСР. Указом Президиума Верховного Совета РСФСР от 18 мая 1948 года, Новое Будке переименовано в Дубки, при этом, современные Дубки находятся на месте Будке (Нижних Будке), а от бывшего Нового осталось несколько дворов в 2-х км к северу. 26 апреля 1954 года Крымская область была передана из состава РСФСР в состав УССР. В 1957 году, в связи с передачей села Заводское в состав Симферополя и ликвидацией Заводского сельсовета, центр совета перенесли в Перово, был создан Перовский сельсовет, в который включили Дубки (в котором село состоит всю дальнейшую историю).
Указом Президиума Верховного Совета УССР «Об укрупнении сельских районов Крымской области», от 30 декабря 1962 года Дубки присоединили к Бахчисарайскому району, а с 1 января 1965 года, указом Президиума ВС УССР «О внесении изменений в административное районирование УССР — по Крымской области», включили в состав Симферопольского. По данным переписи 1989 года в селе проживало 973 человека. С 12 февраля 1991 года село в восстановленной Крымской АССР, 26 февраля 1992 года переименованной в Автономную Республику Крым.